# Mimusops voalela
Mimusops voalela är en tvåhjärtbladig växtart som beskrevs av Aubrev. Mimusops voalela ingår i släktet Mimusops och familjen Sapotaceae. Inga underarter finns listade i Catalogue of Life.